# Micrura nigrirostris
Micrura nigrirostris är en djurart som tillhör fylumet slemmaskar, och som beskrevs av Ernest F. Coe 1904. Micrura nigrirostris ingår i släktet Micrura och familjen Lineidae. Inga underarter finns listade i Catalogue of Life.